# Dolichoneura eutheges
Dolichoneura eutheges là một loài bướm đêm trong họ Geometridae.